# ファミ通DS+Wii
『ファミ通DS+Wii』（ファミつうディーエスプラスウィー）は、カドカワ（初期はアスキー）が発行していた、『週刊ファミ通』の姉妹誌。発売はKADOKAWA、ブランドはエンターブレイン。任天堂系ハードの記事を扱っていた。新ハードが発売するのに伴って誌名も変化していった。

## 沿革

### ファミ通64+（1999〜2001）
1999年、週刊ファミ通1999年1月22日号の増刊として発売されていた『ファミ通64』(ロクヨン)を月刊化する形で『ファミ通64+』（ロクヨンプラス）の雑誌名で創刊。創刊当時はインタビューと攻略、新作紹介の記事がほとんどを占める大人向けの内容で、編集長は最初、田原誠司だった。後に『週刊ファミ通』編集長となるバカタール加藤に編集長が変わると、付録（主にシールや攻略冊子）やクロスレビューなどの様々な企画を開始して改革を計った。

### ファミ通64+アドバンス（2001）
2001年5月号よりゲームボーイアドバンス発売に合わせて『ファミ通64+アドバンス』に誌名を変更。ライバル誌と同じようにイラストコーナーが開始した。同年8月号より、編集長に水ピンこと水間勇一が就任し、読者投稿ページが増えた。また、記事にふりがなが付くようになり、次第に全年齢向けの内容になっていった。

### ファミ通キューブ+アドバンス（2001〜2006）
2001年9月のニンテンドー ゲームキューブ発売に伴い11月号で『ファミ通キューブ+アドバンス』に誌名変更。これによりNINTENDO 64の話題を出さなくなる。マンガの連載が続々と開始。2002年12月号では諸般の事情により発売中止となっていた『大乱闘スマッシュブラザーズDX』のサウンドトラックが本誌付録になったり、他にもビーチボールやDVDなど豪華な付録が付いた。水ピンが誌面に登場するようになり、様々なコスプレを披露した。また2004年頃から記事の低年齢化が進み、オールカラーやふりがな付きを売りにしていった。2006年2月号より『ファミ2コミック』というマンガ本が付くようになった。

### ファミ通DS+キューブ&アドバンス（2006）
2006年5月号より『ファミ通DS+キューブ&アドバンス』に誌名変更。表紙や内容の傾向がいっそう低年齢向けになった。この頃はニンテンドーDSの売上の好調を背景に他の任天堂系雑誌と同様、売上を大きく伸ばしていた。誌名にキューブ＆アドバンスとあるが、この頃はニンテンドーDSや開発中だったWiiの話題が大半だった。

### ファミ通DS+Wii（2006〜2016）
2006年12月号からWii発売に伴い『ファミ通DS+Wii』に誌名変更の上、ゲームキューブとゲームボーイアドバンスの話題が本誌内容から外される。
2006年10月までは、本誌は『デンゲキニンテンドーDS』と共に、低年齢層向けの任天堂誌として見られてきた。しかし、『デンゲキニンテンドーDS』を出版しているメディアワークスは、2006年10月から新たに、大人でも楽しめる『DENGEKI DS Style』（のち『電撃DS&Wii』）を発刊。また、毎日コミュニケーションズが発刊している『ニンテンドードリーム』は、依然として全年齢向けの内容であるため、結果として、本誌の出版元であるエンターブレインは、任天堂専門誌では3社の中で唯一、低年齢層向け雑誌のみ発刊している状態となった。
2007年10月号で創刊100号を達成。100号記念の別冊付録が付いた。2008年10月号より表紙の素材が変わり、クロスレビューが終わり一部コーナーが変わるなど、さらなる低年齢化の改革が行われた。
2009年6月号で創刊10周年を迎えた。2011年12月号から編集長が藤谷ソウキチに変わったが、売上低下を受けて2015年6月号より水ピンが編集長に復帰し、やや全年齢向けの内容にしたり、youtubeに進出したりした。しかし売上が回復することはなかった。
2011年のニンテンドー3DS発売時、2012年のWii U発売時に誌名変更はされなかった。また、ニンテンドースイッチの発売には間に合わなかった。
2016年3月号で創刊200号を達成。これと同時に月刊での発行を終了し次号発売は未定となり、Fujisan.co.jp等では休刊として登録された。
その後、2017年にニンテンドースイッチが発売されたが、復活することはなかった。

#### ページ数の推移
2008年時点では200ページ前後のページ数だった。ただし、これは『ファミ2コミック』が本誌と別だったため、合わせた場合ページ数はさらに多くなる。徐々にページ数が減少し、終末期の2015年秋時点では100ページを切ることも多くなっていた。月刊発行が終了（事実上休刊）する2016年3月号では前月号から大きくページ数を減らし32ページだった。

## 主なコーナー
- みんなのクロスアイ→ゲームランキング
- 今月の知っ得ニュース
- イラストランド→イラストワールド→イラストギャラクシー→スーパーイラストランド→ニュースーパーイラストランド
- おたより刑事→おたよりマンション→おたより倶楽部
- 強力連載!! 人気ゲーム大集合!
- 次号予告くん
- はみだしおたより
- 編集部なんでも通信
- 編集部注目ゲーム攻略隊
- めちゃオシゲーム
- 新作！スクープ→新作！スクープ〇〇（数字が入るか）連発！！

### 終了したコーナー
- オレのページグランプリ（1～8）
- 新着クロスレビュー
- はじめてのゲームチャレンジ
- 裏ワザ探偵団→裏技研究所
- ゲームコロッセオ（200号で限定復活）

### 強力連載人気ゲーム大集合
- わいわいカービィひろば
- ポケモン情報局Ver.2
- ドラ盛
- トモコレライフ
- マンスリーマリオマガジン（MMM）
- スマブラ部
- とびだせ村長だより
- Everyday モンハン

終了
- ロックマンナビケーション
- love love　ピクミン
- ゼルダでおしゃべり

## ファミ2コミック
『ファミ2コミック』（ファミツーコミック）は、『DS+キューブ&アドバンス』2006年2月号から毎号、添付されている別冊付録。ゲーム原作の漫画作品が連載されている。2009年9月号から本誌とドッキングし、掲載されていた漫画は縦書き（右開き）から横書き（左開き）の構成になった。

### 主な連載作品
- 星のカービィ カービィ&デデデのプププ日記（路みちる→まつやま登）
- 太鼓の達人 どんとかつの時空大冒険（神楽つな）

### 過去の連載作品
- ゴー!!ゴー!!マリオカート（おぎのしん）
- ぎもん?かいけつ!水マリオ（おぎのひとし）
- ピーチの大冒険!?（すぎやまかずみ）
- ロックマンゼクス（おぎのしん）
- 超操縦メカ MG（蜂文太）
- カードファイターズDS（高内優向）
- 川のぬし釣り　こもれびの谷せせらぎの詩（まつやまいぐさ）
- くりきん ナノアイランドストーリー（鵺りつき）
- ぼくとシムのまち（藤丸あお）
- トラブル☆まじかる☆ももこ♡（さならりょう）
- ロックマンゼクスアドベント（おぎのしん）
- ケータイ捜査官7（おびひろし）
- めっちゃ!太鼓の達人DS 7つの島の大冒険（蒔野靖弘）
- 全員集合 ギャグって!!ロックマン!（ひのでや三吉）
- きゃっとげーまー ヌコ（すぎやまかずみ）
- たまごっちのキラキラおみせっち（あるくみアスカ）
- ヒーローバトルコロシアム（菊野郎）
- 太鼓の達人 Wii（おぎのひとし）
- 高速カードバトル カードヒーロー（横井三歩）
- 街へいこうよ どうぶつの森 とんぼ村だより→とびだせ どうぶつの森 とんぼ村だより（霜風るみ）

## 歴代編集長
- 初代 田原誠司（1999年7月〜2000年5月号）
- 2代目 バカタール加藤（2000年6月号〜2001年7月号）
- 3代目 水ピン（2001年8月号〜2011年11月号）
- 4代目 藤谷ソウキチ（2011年12月号〜2015年5月号）
- 5代目 水ピン（2015年6月号〜2016年3月号）

## ファミ通DS+Wii編集部員
- 藤谷ソウキチ
- 村田コレクション
- 坂本ウ
- 山口ひなな
- コダマックス
- DJ宮本
- カレー犬童
- 保田パセリ
- 飯田でんこ
- さなぴー
- ウィステリア舞衣

なお、村田コレクションは、1997年『ファミ通64+』の連載開始当初から『ファミ通64』系の仕事をしている。